# Autobahnknoten Bielice
Der Autobahnknoten Bielce liegt westlich der polnischen Stadt Koszalin (deutsch: Köslin) in der Woiwodschaft Westpommern. Er verbindet die polnische Schnellstraße S6 und die Schnellstraße S11 miteinander. Er trägt auf der S6 die Anschlussstellennummer 22, auf der S11 die Nummer 1. 

## Geschichte
Durch den Neubau der Schnellstraße S6 nördlich Koszalins, die Stettin (polnisch: Szczecin) und Danzig (polnisch: Gdańsk) verbinden soll, und der Schnellstraße S11, die westlich Koszalins an der Schnellstraße S6 beginnt und nach Süden führt, war ein neuer Autobahnknoten notwendig. Somit wurde von 2016 bis 2019 im Zuge des Neubaus dieser Knoten errichtet. Dabei beliefen sich die Kosten des Autobahnknotens und der rund 13 km Schnellstraße auf rund 843,9 Mio. Złoty (183,5 Mio. Euro).

## Aktueller Stand
Folgende Richtungen stehen zur Auswahl:
- Schnellstraße S6 in nordöstliche Richtung nach Danzig (größtenteils in Bau)
- Schnellstraße S6 in westlicher Richtung nach Stettin
- Schnellstraße S11 in südlicher Richtung nach Szczecinek (deutsch: Neustettin) (in Bau)